# Cleretum bellidiforme
Cleretum bellidiforme är en isörtsväxtart som först beskrevs av Burman f., och fick sitt nu gällande namn av Gordon Douglas Rowley. Cleretum bellidiforme ingår i släktet Cleretum, och familjen isörtsväxter. Inga underarter finns listade i Catalogue of Life.